# Flor de pasqua

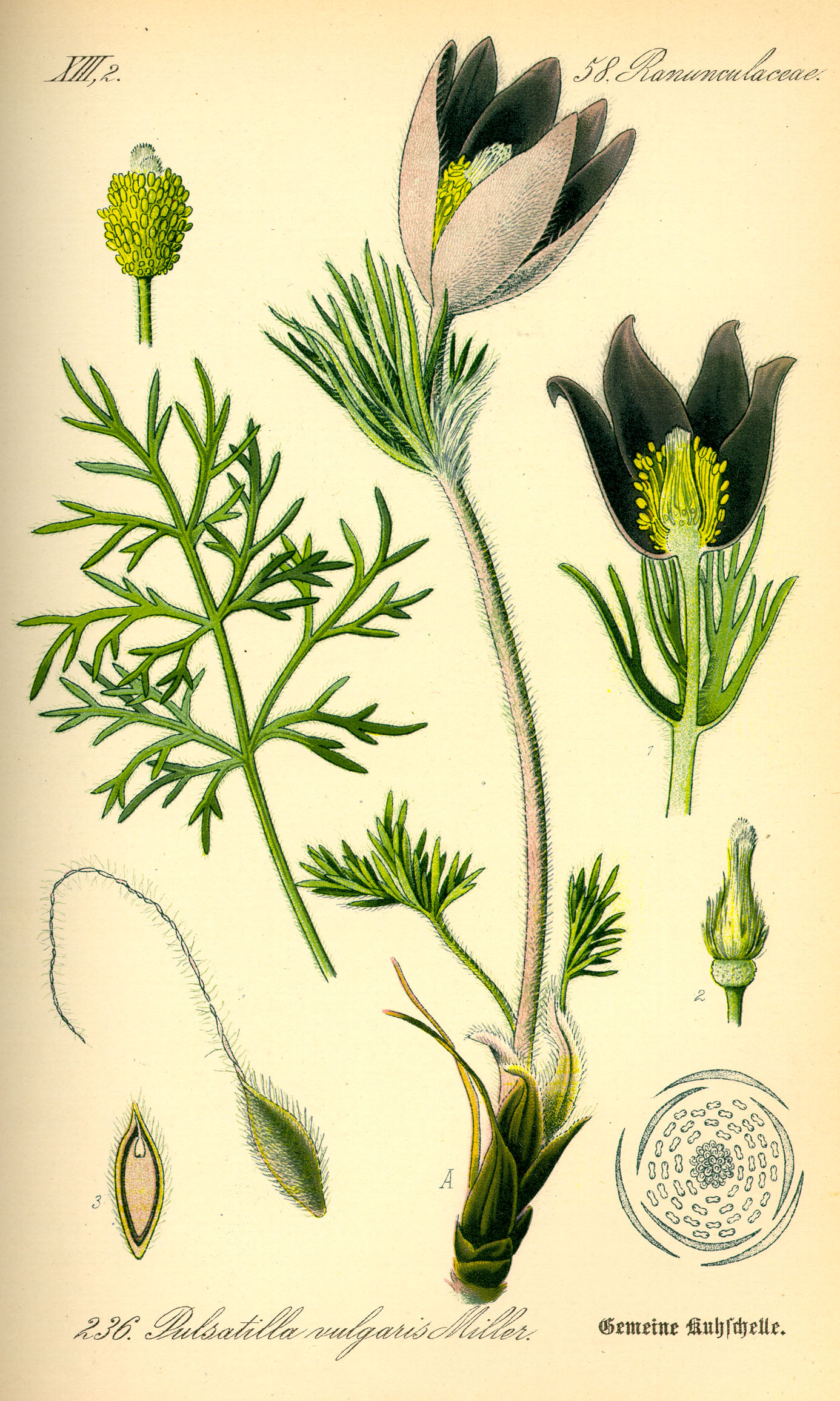
Flor de vent

La flor de pasqua o flor de vent (Pulsatilla vulgaris) és una planta herbàcia de la família de les Ranunculàcies.

## Nomenclatura
Pulsatilla deriva del llatí pulsare, agitar, a causa de la seva forma de campaneta moguda pel vent. En grec Anemone (ανεμώνη) correspon a una flor que s'obre al mínim cop de vent).
Altres noms amb què és coneguda: safrà de prat i anemone de prat.

## Ecologia
L'hàbitat d'aquesta planta és Amèrica del nord i Europa. És freqüent trobar-la en zones muntanyoses de clima continental, especialment en vessants, en els prats de dent i boscos assolellats de sòl ben drenat i calcari. La seva multiplicació s'efectua per mata.
A la península Ibèrica es cria principalment en dues zones: una és la zona pirinenca i l'altra la ibèrica, corresponent en la seva major part a la conca mitjana i superior de l'Ebre.
És una de les primeres plantes a florir a la primavera, fins i tot abans de fondre's l'última neu.

## Morfologia

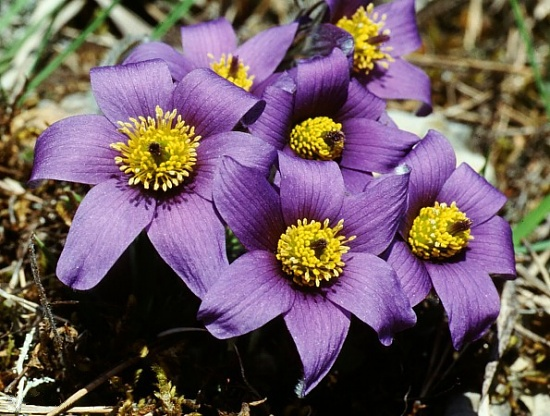
Detall de les flors de l'anemone de prat

És una planta vivaç amb la part aèria anual i òrgans subterranis pluriennals Mesura entre 10 i 20 cm d'altura. Té un rizoma relativament gruixut i de color ennegrit, que està introduït de manera obliqua al sòl. El plançó mesura de 0,5 a 1,5 pams d'altura, amb les fulles segmentades en lacínies linears, cobertes, quan neixen, d'una vellositat llarga i sedosa, que es va perdent a mesura que la planta es desenvolupa, el mateix passa a la tija. Cada plançó produeix una sola flor terminal recta o una mica encorbada, que s'obre en sis sèpals punxeguts, de 4,5 a 5,5 cm també molt pilosos, de color violeta - púrpura.
Les anteres són groc brillant i la campana|timbre morada|porprada consta de sèpals.
Els estams són nombrosos. El pistil es compon de nombrosos fructículs apinyats amb els estigmes perllongats i de color violeta; quan arriben a la maduresa, aquests fruits són secs i no s'obren, amb una llavor cadascun, i perllongats en un llarg apèndix vellut de 3 cm a 5 cm. Cal dir que aquesta planta és multiforme.

## Composició química

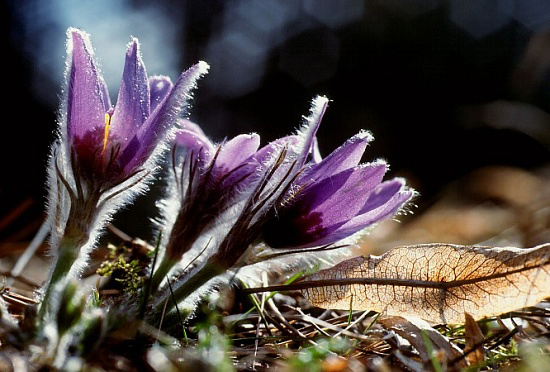
Flor de pasqua o anemone de prat

Destil·lant la pulsatilla en estat fresc i en vapor d'aigua fluent, es recull un líquid volàtil de color groguenc i de sabor ardent, que es va anomenar anemonol. Aquest producte és molt inestable, i perd ràpidament la seva acritud i a poc a poc es va solidificant.
És una lactona anomenada protoanemonina, que, per ràpida polimerització es converteix en anemonina, de la qual, tractant-la amb lleixiu potàssic, s'obté àcid anemónic.
També conté un altre àcid semblant, anomenat isoanemonímic juntament amb tanins i resina.